# Lagoa do Ouro
Lagoa do Ouro is een gemeente in de Braziliaanse deelstaat Pernambuco. De gemeente telt 12.244 inwoners (schatting 2009).
De gemeente grenst aan Garanhuns, Brejão, Correntes en Bom Conselho en aan de deelstaat Alagoas.